# Guillaume d'Alméras
Pour les articles homonymes, voir Alméras.
Guillaume d'Alméras, marquis de Mirevaux, né dans la ville assiégée de Montpellier, place-forte huguenote, vers 1617, mort le 22 avril 1676 à la bataille d'Agosta, est un officier de marine et aristocrate français.
Entré dans la Marine royale vers l'âge de 20 ans, Guillaume d'Alméras fait ses débuts pendant la guerre de Trente Ans sur les côtes d'Italie, et prend part notamment à la bataille d'Orbetello. Lorsque la Fronde éclate, il quitte la Royale et équipe à ses frais un régiment de cavalerie. La paix revenue dans le royaume de France, il réintègre la Marine et mène de nombreuses missions d'escorte et de lutte contre les pirates barbaresques entre 1660 et 1672, date à laquelle se déclenche la guerre de Hollande. Après des succès mitigés en 1673-1674, la France envoie une flotte au secours de la ville de Messine, en révolte contre les Espagnols. Le 8 janvier 1676, le marquis d'Alméras se distingue à la bataille d'Alicudi, puis à nouveau à la bataille d'Agosta, le 22 avril, au cours de laquelle il est tué par un boulet de canon.

## Biographie

### Origines et famille
Guillaume d'Alméras est un des fils de Jacques d'Alméras (1582-1658), né à Bagnols, ancien receveur général des gabelles de Languedoc au département de Narbonne. Pourvu par lettres royales du 2 janvier 1622 de l'un des trois nouveaux offices de Conseiller aux aides créées à Montpellier par l’Édit de novembre 1621. Sa mère est Lucrèce du Pont de Gout, une sœur d'Antoine du Pont de Gout, qui était alors premier Consul de Montpellier. De cette union naissent : 
- Simon, baptisé le 30 août 1614, vraisemblablement mort jeune ;
- Des jumeaux, Simon et Antoine, nés le 16 mai 1616 et baptisés le 29 juin de la même année à la basilique Notre-Dame des Tables ;
- François, né le 24 décembre 1618[Note 2].

Malheureusement, les registres paroissiaux n'ont conservé aucune trace de la naissance de Guillaume. Il est donc impossible de savoir si ce dernier est né à Montpellier entre Antoine et François (donc en 1617) ou après ce dernier (c’est-à-dire à la fin de 1619 ou au début de 1620). Mais il se peut aussi que, durant cette période troublée qui correspond au siège de Montpellier, sa mère ait quitté la ville avec ses enfants pour mettre son enfant au monde dans un village voisin tandis que son mari était emprisonné pendant quelque temps.
Le mystère qui entoure la naissance de Guillaume d'Alméras se prolonge sur son enfance : une seule certitude, il a fait ses études au collège de Montpellier. On le voit, en effet, figurer avec ses frères parmi les acteurs d'une représentation théâtrale donnée par les élèves de cet établissement le 11 novembre 1626

### Carrière dans la Marine royale

#### Débuts pendant la Guerre de Trente Ans

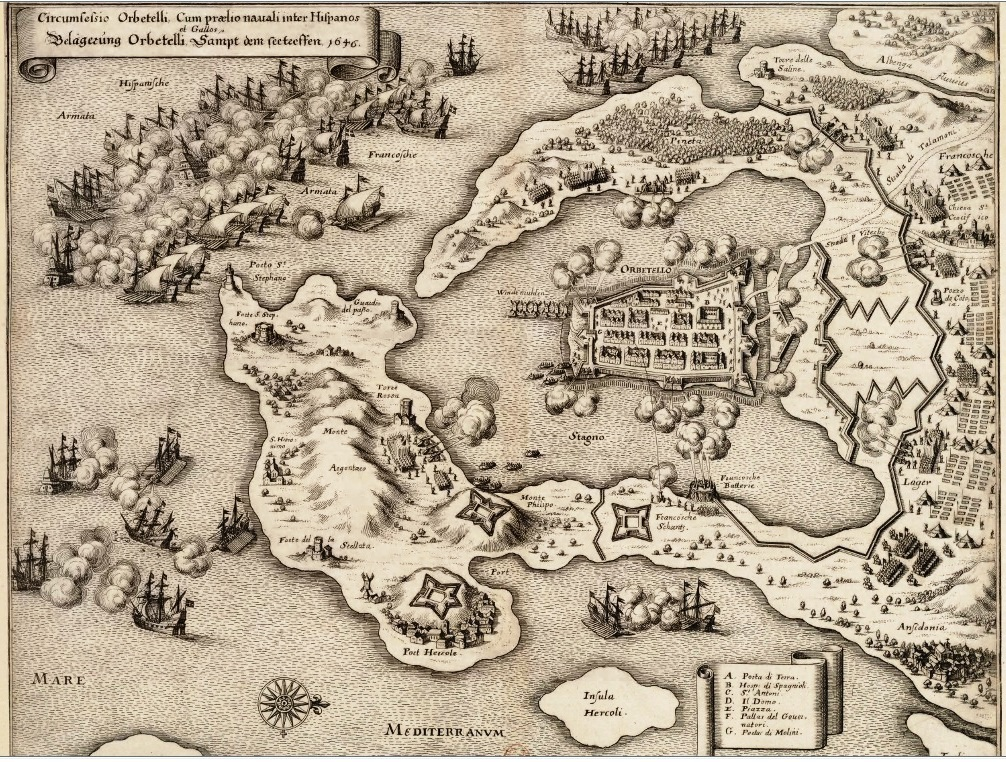
La bataille navale d'Orbetello (Toscane), en 1646.

En 1637, selon ses propres dires, il « entre au service du Roi », dans la Marine royale et prend part à la campagne des îles de Lérins, au cours de laquelle les Espagnols sont chassés. Trois ans plus tard, en 1640, il est « capitaine dans la Marine ».
Capitaine de vaisseau en 1645, Alméras commande, lors de la campagne des Présides de Toscane en 1646, La Madeleine, un modeste bâtiment armé de 16 canons et de 125 hommes d'équipage.
L'année suivante, en 1647, il participe sous les ordres de Launay-Razilly à l'expédition des côtes de Naples. Il commande alors Le Cygne, armé de 22 canons et comptant de 250 hommes d'équipage. Son rôle, au cours des divers accrochages avec les Napolitains, n'est pas resté dans les mémoires : on sait seulement que, le 5 janvier 1648, pendant une violente tempête, Le Cygne endommagé de toutes parts, coule, heureusement sans dommages pour ses occupants.

#### Dans la cavalerie pendant la Fronde
En 1650, commandant Le Dragon de 16 canons, il s'empare d'un bâtiment espagnol chargé de munitions, et transportant, outre des dépêches importantes, le trésorier et le contrôleur général de l'armée ennemie. C'est peut-être en raison de cet exploit qu'un brevet de César de Vendôme, Grand-maître, chef et surintendant général de la navigation et du commerce en France, le commissionne chef d'escadre.
Il quitte la Marine royale pendant la Fronde et équipe, avec son argent, un régiment de cavalerie de six compagnies qu'il commande en qualité de mestre de camp.

#### Missions en Méditerranée et dans l'Atlantique (1660-1672)

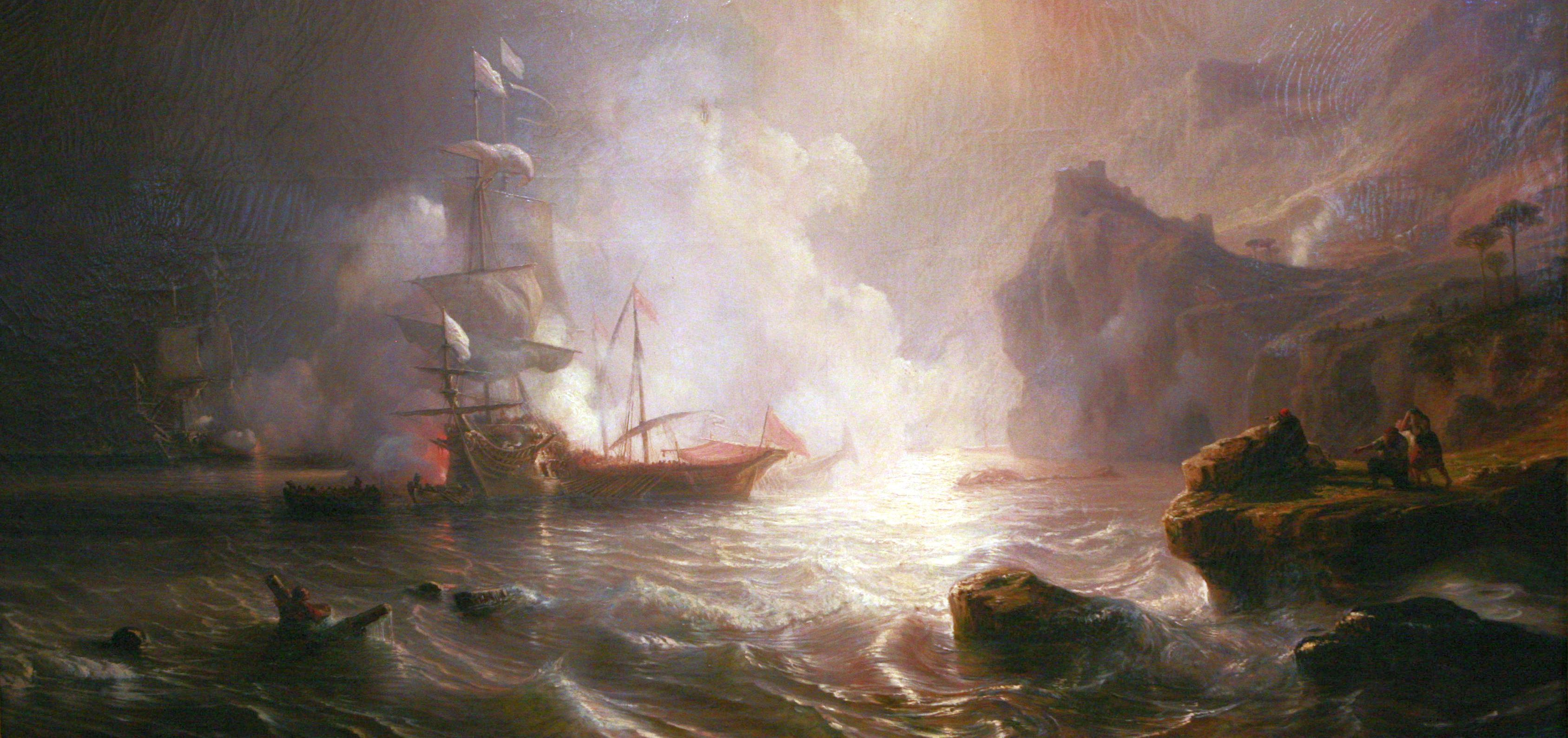
Combat d'un vaisseau français et de deux galères barbaresques (Huile sur toile de Théodore Gudin).

En 1660, il réintègre l'armée navale, avec le grade de chef d'escadre. Cette année-là, il propose d'organiser avec Abraham Duquesne le blocus d'Alger, de Tunis et de Tripoli, dans le cadre de la lutte menée contre les pirates barbaresques en Méditerranée. Pourtant, c'est au chevalier Paul que le roi confie cette mission. Une escadre de 15 bâtiments, dont Alméras fait partie, arrive à Tripoli vers la mi-juillet, passe à La Goulette le 7 août, et reste une semaine devant Alger, du 31 août au 6 septembre, avant de regagner Toulon faute de vivres.
En 1661, une lettre anonyme envoyée à Colbert cite d'Alméras parmi une liste d'officiers de marine attachés (ou du moins redevables) au surintendant des Finances Fouquet, arrêté le 5 septembre de cette même année. Parmi cette liste d'officiers figurent en outre, « les sieurs de Fricambault, Ectot, […] et des Ardens », qui s'emploieraient alors à discréditer le chevalier Paul auprès de M. de Vendôme, alors grand maître, chef et surintendant général de la navigation
En 1662, Alméras commande Le Grand Chalin, sous les ordres du duc de Beaufort. À la mi-juin, ce dernier l'envoie à la cour de Versailles pour rendre compte de la campagne. Le 6 août, il est de retour à Toulon, porteur des ordres du Roi et des instructions de Colbert aux officiers de l'escadre. Il reçoit à cette occasion une confortable indemnité de déplacement de 1 300 livres. Dès son arrivée, il prépare activement, et en partie sur ses deniers, l'armement d'une escadre de trois vaisseaux qu'il doit commander avec mission de passer dans la Manche pour convoyer les navires marchands. Il quitte Toulon le 20 janvier 1663 à bord du Triomphe, 40 canons, 300 hommes d'équipage, accompagné du Beaufort et de L'Infante. Après avoir croisé en Méditerranée pendant 3 mois et demi, il passe le détroit de Gibraltar, arrive à Belle-Isle le 6 juin, puis à La Rochelle fin août. Malgré cinquante jours de vents arrières, il parvient à conduire à Lisbonne le convoi de navires. Il se rend ensuite à Cadix pour ramener en France huit bâtiments de commerce qu'il escorte jusqu'au Cap Finisterre. À la mer, il rencontre l'amiral Tromp et son vice-amiral, les deux flottes se saluent de loin avec leurs pavillons et leurs canons. Dans deux lettres, datées du 26 octobre et du 10 novembre 1663, il se plaint à Colbert du manque de moyens mis à sa disposition.
En janvier 1664, une centaine de soldats — levés par Colbert du Terron, commissaire général de la Marine —  embarquent à La Rochelle sur deux vaisseaux, commandés par d'Alméras et La Roche-Saint-André à Lisbonne. En 1665, il commande Le Diamant, de 60 canons et 450 hommes d'équipage, au sein de l'escadre du Ponant. 
En mai 1665, Guillaume d'Alméras est arrêté à La Rochelle. Louvois, Secrétaire d'État à la Guerre, « sur un ouï-dire malveillant », l'accuse d'une part d'avoir conduit à Lisbonne une prise qu'il a faite au lieu de la conduire en France et, d'autre part, d'avoir amené son vaisseau devant des navires anglais. Il parvient à justifier de la seconde accusation — grâce au témoignage en sa faveur de M. de Treillebois-Rabesnières, capitaine de L'Infante qui faisait route en compagnie du Mazarin commandé par d'Alméras — mais pas de la première, et passe donc quelques jours dans la tour où Colbert demande qu'il couche « étant important qu'on en use ainsi ».
Dans une lettre envoyée de La Rochelle le 1er juin 1666, il demande à être placé à la tête d'une petite division de trois vaisseaux et de brûlots pour aller faire la guerre en Manche, en attendant l'arrivée du duc de Beaufort, mais sa demande est rejetée.

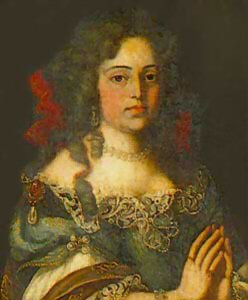
Marie Françoise de Savoie-Nemours, escortée par Duquesne et d'Alméras au Portugal.

Il prend le commandement, à l'automne 1666, du vaisseau Le Charmant, 60 canons, le second bâtiment de la flotte, par ordre d'importance, après Le Vendôme de Duquesne. Il le garde cinq ans, faisant partie, de l'escorte chargée de conduire à Lisbonne, en juillet 1666, la duchesse de Nemours mariée par procuration au roi de Portugal Alphonse IV.
Entre octobre 1666 et janvier 1668, il participe à diverses missions de surveillance dans la Manche. À l'automne 1667, il est chargé de faire passer une escadre importante de l'océan Atlantique en Méditerranée. Il fait voile le 13 novembre 1667 de Belle-Isle.
Le 10 janvier 1668, d'Alméras, à la tête d'une escadre forte de dix vaisseaux, deux brûlots et une galiote, arrive à Toulon avec pour mission de se préparer à reprendre la mer en avril avec huit vaisseaux. En fait, la campagne projetée n'aura jamais lieu : à la tête de trois vaisseaux, Alméras quitte Toulon au cours du dernier trimestre pour se rendre à Constantinople et se mettre à la disposition de M. de La Haye, ambassadeur de France. Mais une violente tempête, qu'il subit à hauteur de Cythère, démâte deux de ses vaisseaux, l'obligeant à revenir sur ses pas et à relâcher à Malte pour réparer.

#### Le secours de Candie
Le 15 juin, le Roi lui écrit :

« Sa Sainteté a donné à mon cousin le duc de Beaufort le commandement des vaisseaux et galères mis sur la mer dans mon royaume pour le secours de Candie. »

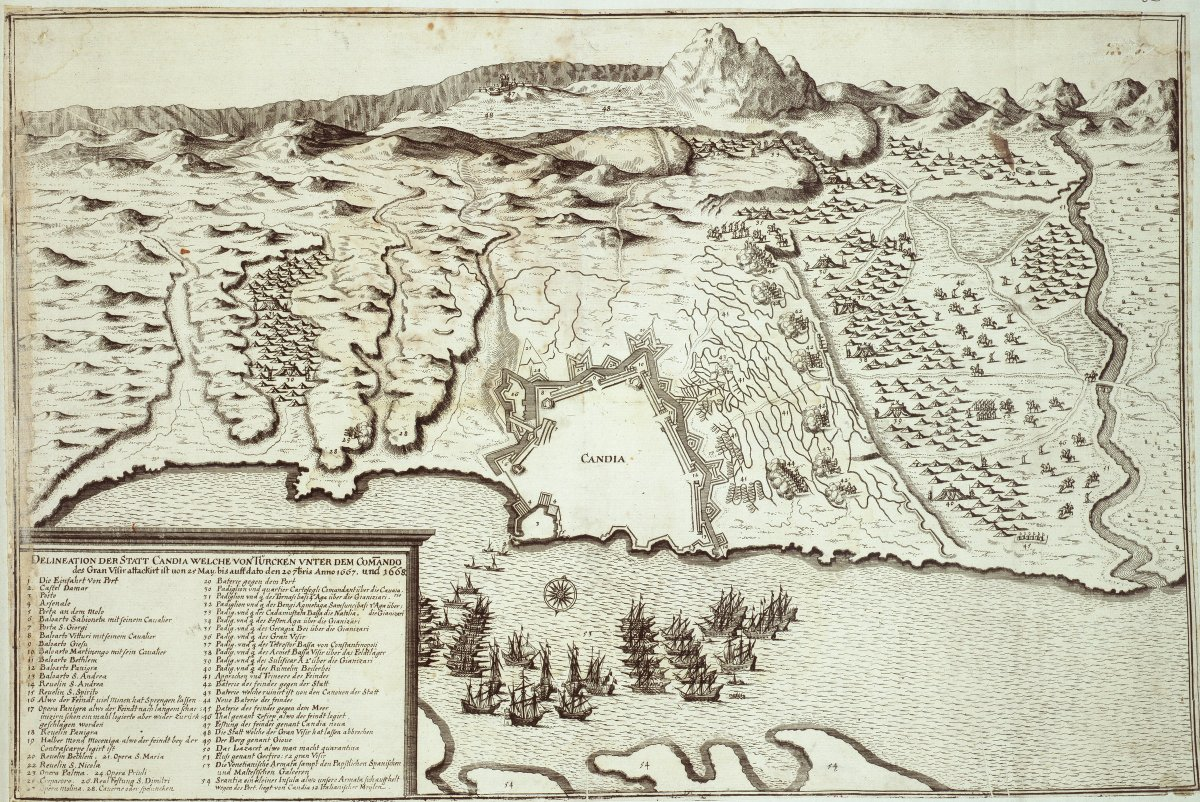
Carte de Candie, assiégée par les Ottomans, entre 1648 et 1669.

Le 16 juin 1669, il mouille à Cythère, attendant un ambassadeur turc. Pourtant, il participe le 22 juin, personnellement ou par l'intermédiaire de son aide de camp, d'Amblimont, à une tentative infructueuse pour dégager Candie assiégée par les Ottomans. Au cours de l'opération, le chef de l'expédition française, le duc de Beaufort, est porté disparu. Au lieu de rentrer en France avec le reste de la flotte, Alméras se rend à Constantinople où, ayant reçu « toute sorte de courtoisie, de rafraîchissements et de bons traitements avec des passeports tout à fait honnêtes », il embarque comme passager M. Aga, l'envoyé extraordinaire que Mehmed IV dépêche auprès de Louis XIV. L'ambassadeur turc débarque à Toulon avec une suite de 20 personnes le 4 août.
Les Archives de la Marine pour l'année 1669 comporte, le concernant, le commentaire suivant : 

« A toujours servi le Roi depuis vingt-cinq ans sans discontinuer un moment. Il a été si zélé pour le service de Sa Majesté que, lorsque l'emploi de la mer a manqué par le désordre de la guerre civile [la Fronde] il a employé tout son bien pour servir dans la cavalerie. »

1669 voit la nomination de Colbert au poste de Secrétariat d'État de la Marine. Ce dernier entreprend, dès sa nomination, une importante réflexion visant à réformer et à moderniser la Marine de Louis XIV. Il associe à ces réformes les officiers supérieurs et sollicite leur avis sur diverses questions. Le 15 septembre 1669, le Ministre envoie au marquis d'Infreville une lettre lui demandant de « réunir MM. d'Alméras, de Saint-Tropez et autres capitaines et officiers pour prendre leur avis sur la question des marques de commandement et de la couleur du pavillon Amiral, Vice-Amiral et Contre-Amiral, et pour régler les ornements et les couleurs qui seront portés par les vaisseaux marchands ».
Début janvier 1670, une escadre commandée par le marquis de Martel, et dont Alméras fait partie, bloque Tunis et Port-Farine pour exiger la libération des chrétiens prisonniers. Plutôt que d'obtempérer, le dey Hedj Chaban préfère incendier ses treize bâtiments. En juin, les escadres d'Alméras et de Valbelle sont désarmées. Alméras réside à Toulon, visite les chantiers navals et se lance dans une violente polémique avec Puget à propos de la lourdeur des sculptures dont ce dernier surcharge la poupe des vaisseaux. Le 14 octobre, à la demande de Colbert, il met sur pied un plan de campagne destiné à « interrompre le commerce des États du Grand Seigneur », puis il se rend une nouvelle fois à la Cour.
Alméras quitte Paris le 20 février 1671, passe par Rochefort où il ne reste que quelques jours, et regagne Toulon. Le 29 mai, à la tête d'une escadre de dix-sept bâtiments, il appareille à destination de Tripoli et de Port-Farine. Il commande alors Le Monarque (90 canons, 600 hommes d'équipage), ancien vaisseau-amiral de Beaufort. En raison de l'importance de son escadre (10 vaisseaux, 2 frégates, etc.), le roi lui a ordonné d'arborer le pavillon de contre-amiral. Colbert lui a recommandé de ne rien négliger pour que la campagne soit fructueuse : « je veux croire, les vivres et les équipages estant prêts, que vous aurez mis à la voile avant que cette lettre arrive à Toulon. Je ne laisse pas toutefois de la hasarder pour vous dire que je m'assure que, après tous les entretiens que nous avons eus ensemble, vous ferez quelques actions d'éclat et de réputation pour les forces maritimes du Roy, et que nous entendrons parler de vostre commandement de ses armées, qui sera une chose d'autant plus agréable à Sa Majesté qu'elle luy sera nouvelle. Je le souhaite pour sa satisfaction et votre intérêt particulier ».
Alméras mouille le 22 juin à Tunis où le commissaire de l'escadre passe les navires en revue. Malheureusement, l'expédition est un fiasco complet : parmi la division qu'Alméras envoie contre Tripoli, Le Lys de La Fayette échappe de justesse à l'échouage; la division Preuilly d'Humières un brûlot et 25 hommes, malgré la bravoure de Tourville sur Le Duc. Le 28 août, Alméras reçoit l'ordre de détacher un de ses vaisseaux pour rapatrier l'ambassadeur de France à Constantinople.
La campagne de 1672 n'est guère plus positive : au début de l'année, il part sous les ordres du marquis de Martel, lieutenant-général qui commande une escadre de six vaisseaux et un brûlot, afin de croiser le long des côtes de Barbarie et de renouveler les traités passés jadis avec le dey d'Alger. En juin, la flotte, grossie de vingt galères, se présente devant Port-Farine qui demande la paix. Les Tunisiens restituèrent tous les bâtiments dont ils s'étaient emparés et libèrent 350 esclaves. Après quoi, la France et les Provinces-Unies étant en guerre depuis le 7 avril, Alméras est détaché avec cinq vaisseaux et un brûlot pour tenter d'intercepter des vaisseaux hollandais qui évitent la rencontre.

#### Guerre de Hollande (1672-1678)
Il rallie alors la flotte de Martel et regagne Toulon, le 30 octobre, sans avoir pu atteindre quinze autres vaisseaux hollandais ancrés à Livourne.
En 1673, il part pour une nouvelle campagne. Dans une lettre du 22 février, Colbert demande à Alméras de rejoindre le plus rapidement possible le marquis de Martel et se mettre sous ses ordres pour attaquer neuf navires hollandais réfugiés à Cadix. À la tête d'une escadre forte de six unités, commandant lui-même sur Le Saint-Esprit, de 70 canons, qui deviendra par la suite le vaisseau de prédilection de Duquesne, Alméras quitte Toulon, mais des vents contraires le retardent considérablement. En arrivant à la barre de Cadix, le 3 mai, il constate que Martel ne l'a pas attendu et que les navires hollandais ont disparu. Renforcé de trois nouveaux vaisseaux, il croise alors vainement le long des côtes espagnoles, puis se rend à Tunis, en septembre, pour obliger le pacha à respecter les traités. Mais il arrive en pleine guerre civile entre le bey de Constantine et le dey d'Alger et doit faire demi-tour, sans avoir rempli sa mission, en rapatriant à son bord le consul de France.
En dépit de ces échecs répétés, le 12 décembre 1673, Louis XIV fait Guillaume d'Alméras lieutenant général des armées navales, créant pour lui une troisième charge. L'intention de Colbert était de lui confier une escadre de huit bâtiment pour surveiller le détroit pendant l'hiver, jusqu'à la fin de janvier, mais Seignelay, dans une lettre du 15 décembre, que le nouveau promu avait sollicité un congé : « puisque vos affaires particulières ne vous permettent pas de retourner à présent à la mer, il est impératif que vous vous appliquiez à faire partir les 4 vaisseaux que le sieur de G. doit aller commander pour aller occuper le détroit où il n'y a pas de vaisseaux du Roi ».
Alméras met son congé à profit pour se rendre à Montpellier. Il y est le 27 février 1674, jour où par acte passé devant M. Durranc, notaire royal, il lègue 1 036 livres aux pauvres de la Charité. Il profite également de la circonstance pour se faire attribuer la seigneurie de Mireval, qui deviendra effectivement sienne le 1er décembre, et celle de Saint-Georges-de-Juvignac qui lui appartiendra le 30 mai 1675. Il envisage même un nouveau voyage à la Cour quand, le 25 avril, Colbert lui demande de veiller à la défense de Rochefort où l'on craint un débarquement hollandais. Il précise même ses instructions dans une nouvelle lettre, le 11 juin.
L'année 1674 est surtout marquée par la révolte de Messine contre les Espagnols et une première intervention menée par Valbelle, le 27 septembre. Le 29 octobre, Vivonne est désigné pour commander 12 vaisseaux à destination de la Sicile : le roi lui laisse le choix, pour commander en second, entre Duquesne et Alméras. Vivonne choisit Duquesne.
Alméras qui, initialement, devait conduire à Messine, avec le pavillon de contre-amiral, un renfort de trois vaisseaux, vingt-quatre galères et un convoi de vivres, ne part finalement que le 13 juin, emmenant seulement six vaisseaux et trois brûlots. Il arrive en Sicile le 4 juillet et participe, à la tête du bataillon d'infanterie des vaisseaux, à l'attaque terrestre de la tour d'Avalon. En septembre 1675, Vivonne renvoie en France tous ses navires de guerre à l'exception des dix plus petits vaisseaux, placés sous le commandement du Lys. Avec cet effectif réduit, Alméras tente vainement, le 22 octobre, de provoquer en combat une escadre espagnole, forte de treize vaisseaux, qu'il poursuit jusqu'à Milazzo, le long de la côte septentrionale de la Sicile. Entre le 8 et le 10 novembre, il escorte, avec une division, un convoi français de cavalerie et d'infanterie d'Agosta à Messine.

##### Bataille d'Alicudi (8 janvier 1676)
Mais un ennemi autrement redoutable que la flotte espagnole fait son entrée en Méditerranée en la personne de l'amiral hollandais Ruyter. Le premier combat naval opposant la Hollande à la France se déroule le 8 janvier 1676. Ruyter patrouillait depuis quelques jours à l'entrée du détroit de Messine pour en interdire l'entrée à l'escadre de Duquesne, partie le 17 décembre 1675, avec vingt vaisseaux et huit brûlots. La rencontre se produit au large d'Alicudi, la plus occidentale des îles Lipari. L'avant-garde française malmène l'avant-garde hollandaise quand, au bruit du canon, Alméras franchit le Phare avec ses dix vaisseaux et réussit sa jonction avec Duquesne, obligeant Ruyter à battre en retraite. Cette sortie difficile lui vaut une lettre de félicitation de Seignelay.

##### Bataille d'Agosta (22 avril 1676)

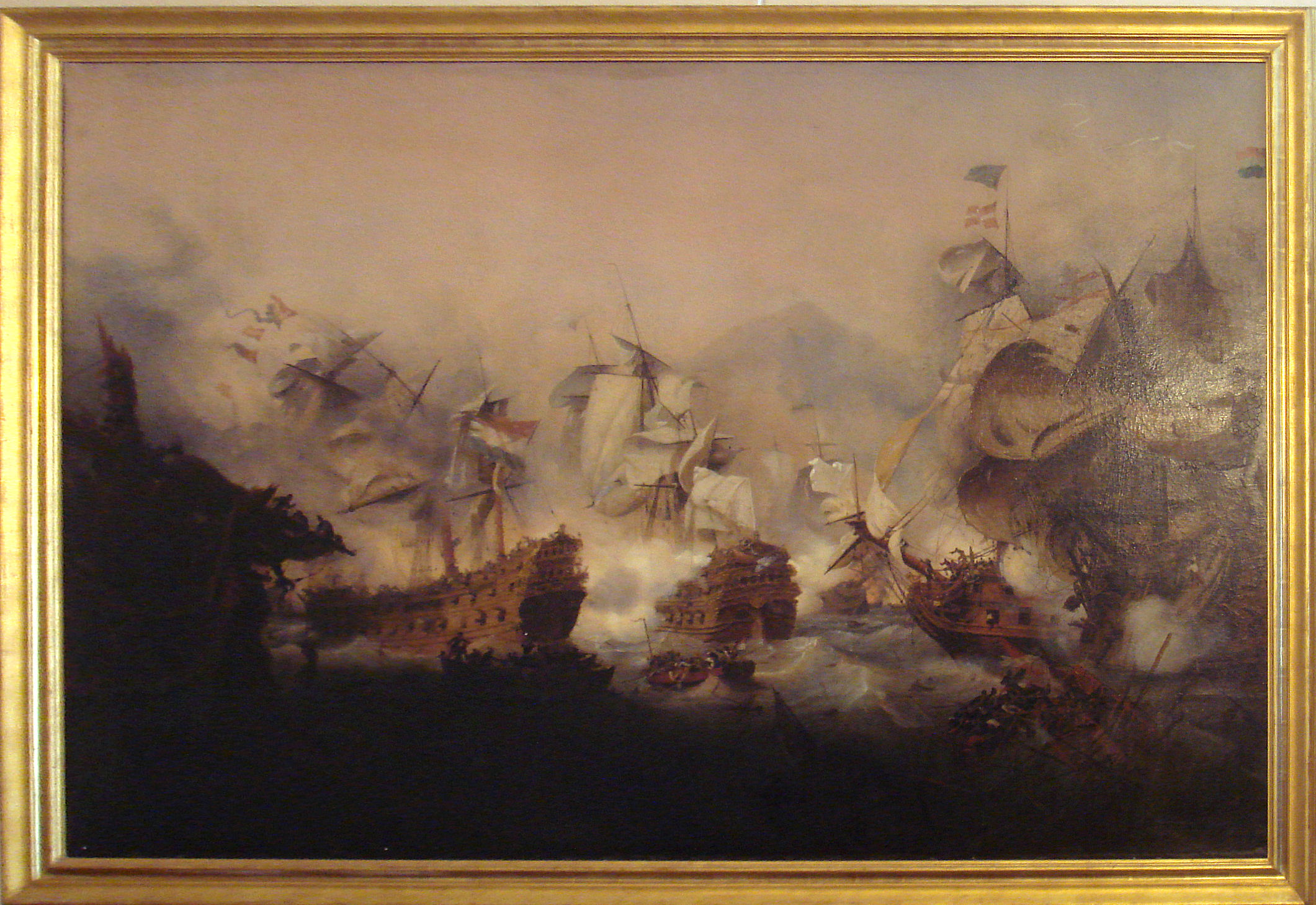
Bataille d'Agosta, huile sur toile de Ambroise Louis Garneray.

La seconde rencontre se produisit le 22 avril, au large d'Agosta. La flotte française, forte de trente vaisseaux, quelques brûlots et peut-être deux frégates, se trouve opposée à une flotte hispano-hollandaise de 29 ou 31 vaisseaux, six brûlots, neuf galères et une galiote. Alméras, sur Le Lys, commande les dix vaisseaux et les trois brûlots de l'avant-garde. Conformément aux ordres de Duquesne, qui dirige le corps de bataille, il force la voile, s'éloignant ainsi du reste de la flotte française. Vers 15 heures, Ruyter, qui commande l'avant-garde hollandaise, composée de gros vaisseaux, trois galères et deux brûlots, de l'armée ennemie, fond à toutes voiles, ayant le vent pour lui, sur l'avant-garde française, « dans le dessein de la faire plier ». Les deux escadres combattent à portée de mousquet : le chevalier de Cogolin, sur Le Fidèle, bâtiment de tête français, est grièvement blessé; sur Le Vermandois, troisième vaisseau de ligne, Tambonneau est tué. Le Pompeux de Valbelle et Le Lys d'Alméras se trouvent directement opposés à Ruyter et à ses deux matelots : les adversaires « se font mutuellement l'honneur d'une canonnade intense » pendant plus d'une heure, canonnade au cours de laquelle un boulet emporte le lieutenant-général français et met Le Lys en difficulté. Mais Ruyter ne profite pas de cet avantage, ni du répit que lui accorde Duquesne avant d'intervenir. On apprendra par la suite qu'il avait été grièvement blessé par une bordée tirée sans doute du Magnifique. Sans insister, Hollandais et Espagnols virent de bord pour rallier Syracuse.
La victoire reste donc à la France, mais le bilan est lourd : plus de 400 tués ou blessé sur les navires de Louis XIV, dont, parmi les morts, trois officiers : Alméras, Tambonneau et de Cou, un enseigne et trois volontaires. Un manuscrit, conservé à la Bibliothèque nationale de France, relate ainsi les obsèques du lieutenant-général : « les vaisseaux rapportèrent le corps du Sr Alméras qui fut extrêmement regretté de ceux qui le connaissaient. Le duc de Vivonne ordonna qu'on lui fît un enterrement qui devait, par sa magnificence, témoigner de la douleur que l'on sentait de sa perte. Il fit descendre toute l'infanterie des vaisseaux que l'on fit mettre en bataille sur le chemin de Saint-François-de-Paule, qui était le lieu choisi pour sa sépulture. L'église était toute tendue de noir et tous les officiers et de mer et de terre suivirent le duc qui honora le convoi de sa présence. Quatre capitaines de vaisseau portaient les coins du drap mortuaire. Toute l'infanterie fit une salve et le vaisseau qu'il commandait tira incessamment des coups de canon ».
Ruyter, quant à lui, a le pied gauche arraché par un boulet et la cheville droite brisée, il meurt le 29 avril, sept jours après le combat d'Agosta et Duquesne accorde à son navire un sauf-conduit général pour ramener en Hollande le corps du grand amiral.

### Mariage et descendance
Le 4 novembre 1648, Guillaume d'Alméras épouse à la basilique Notre-Dame des Tables de Montpellier, Isabeau de Clauzel, fille de François et de Marthe de Fontanon, après qu'elle a abjuré le protestantisme. Cette dernière meurt le 15 août 1672 et est inhumée le lendemain au cimetière protestant de Montpellier.

## Jugement par ses contemporains
Comment expliquer que ce descendant de modestes magistrats, ce Languedocien qu'aucun atavisme ne destinait à une carrière navale, a pu se hisser au troisième rang de la hiérarchie maritime de son temps. Ses capacités professionnelles paraissent indiscutables : Colbert y fait allusion à plusieurs reprises, le considérant comme « l'un des plus expérimentés chefs d'escadre de la Marine ». Mais son habileté, d'ailleurs démentie quelquefois par les faits et en particulier lors de sa poursuite de l'escadre espagnole devant Melazzo en octobre 1675, ne suffit pas pour justifier la faveur constante qui l'a accompagné durant toute son existence et qui lui a permis de voir tourner à son avantage sa polémique avec le sculpteur Puget. Guillaume d'Alméras a eu un protecteur influent auprès du Roi. Était-ce Fouquet comme certains l'ont insinué ? ou bien la famille de Vendôme ? À moins qu'il ne s'agisse de Colbert lui-même qui s'en défend : « vous me dites que vous êtes ma créature. Il n'y a qu'un créateur dans le ciel qui est Dieu et un créateur dans l’État qui est le Roy, lequel élève et récompense ceux qui ont l'honneur de le servir suivant leur mérite et leur application ». Rien pour l'instant ne permet de dévoiler ce mystère, un de plus à ajouter à tous ceux qui entourent la vie de Guillaume d'Alméras dont d'Aigrefeuille a pu dire : « la perte de cet officier général qui, de tous ceux de Montpellier, s'était le plus avancé dans le service de la mer, fut un grand sujet d'affliction pour sa famille et pour tous ceux qui s'intéressaient à l'honneur de leur patrie ».
Un autre aspect du caractère d'Alméras mérite de retenir l'attention : Valbelle, à plusieurs reprises, loue son courage, écrivant notamment après sa jonction avec Duquesne au large d'Alicudi, le 10 janvier 1676 : « M. d'Alméras a donné beaucoup à la fortune. Il est glorieux et a osé, avec 10 vaisseaux, venir du Phare sans savoir le succès de notre combat ». Et après le combat d'Agosta : « croyez, s'il vous plait, que le feu M. d'Alméras, a eu l'honneur de préparer une victoire glorieuse ». Mais il convient de préciser que Valbelle était un ami personnel du lieutenant-général qui lui confie d'ailleurs son dernier testament. Pourtant, son indécision lui valait quelques critiques de la part du maréchal de Vivonne et du ministre de la Marine, Seignelay. Accordons lui le bénéfice du doute : pour réussir dans la Marine, il fallait incontestablement du courage et la mort d'Alméras prouve bien qu'il n'en manquait pas. Saint-Hilaire en témoigne dans ses mémoires : « il était fort galant homme et fort estimé ».
Excellent marin, il était comme la plupart des officiers de marine de sa génération volontiers chicanier et indiscipliné. Colbert lui écrit : « Je vous prie de croire le conseil que je vous donne qu'il faut quitter cet esprit d'altercation et d'inimitié que vous avez les uns contre les autres, qui est l'esprit de l'ancienne marine. Si contraire au service du roi et aux interests de Sa Majesté… »
Une chose frappe, cependant : il appartient bien à cette caste des officiers de Marine du XVIIe siècle, jaloux de leur rang et de leurs prérogatives, soucieux de leur avancement, ambitieux et prêts à tout pour réussir. Jacques Dinfreville les appellent joliment « les marquis de la mer », et comme pour confirmer ce surnom, Guillaume d'Alméras, dès février 1674, se fait donner du « marquis de Mirevaux », ayant acquis la médiocre seigneurie de Mireval, près de Montpellier, comme engagiste du Roi, avec simplement droit de justice et quelques modestes censives. À plusieurs reprises, et notamment en 1664 et 1666, Louis XIV doit intervenir personnellement dans des contestations survenues entre Alméras et d'autres officiers au sujet de leur rang respectif dans l'armée navale. Alméras n'hésita pas « à donner des coups de coudes » à ses collègues pour se mettre en avant, ni à se rendre à la Cour pour plaider sa propre cause. Son camarade, Claude de Forbin ne disait-il pas : « il est des circonstances où il faut se plaindre à la Cour, et même un peu plus haut, sans quoi on ne fait pas son chemin ». Il chercha toujours, quitte à ne se voir confier que des missions secondaires, à commander en chef, sollicitant, par exemple, par une lettre du 1er juin 1666, l'autorisation de se mettre à la tête de trois vaisseaux et quelques brûlots qui étaient à La Rochelle pour sillonner la Manche au lieu de convoyer la future reine de Portugal. L'autorisation lui est refusée et il doit, la rage au cœur, faire partie de l'escorte avec le troisième rang. En Sicile, au cours de l'hiver 1675-1676, c'est lui qui demande le commandement de l'escadre des dix petits vaisseaux restants que Vivonne voulait confier à un autre : ainsi, il n'était pas obligé de rentrer en France sous les ordres de Duquesne. C'est sans doute la même raison qui, en juin 1675, lui avait fait retarder volontairement son départ pour Messine malgré le mécontentement de Colbert qui ne mâche pas ses mots : « la part que je prends à tout ce qui vous regarde me fait souhaiter que vous soyez parti en même temps que M. du Quesne, parce que si votre départ estoit retardé, il serait difficile que le Roy put en attribuer la cause à autre raison qu'à l'envie que vous avez eu de changer le Magnifique pour le Lys quoyque vous sachiez bien que ce changement vous mettait dans l'impossibilité de partir avec luy ». Alméras, semble-t-il, était coutumier du fait et Colbert le connaissait bien : « et surtout que l'obéissance à M. de Martel ne vous fasse pas retarder » lui écrivait-il déjà dans une lettre du 22 février 1673 en lui donnant ses instructions.
Il est très difficile de cerner sa personnalité, les témoignages de ces contemporains, trop rares et peut-être tendancieux, ne donnent que l'image inconsistante et floue d'un homme dont on ne connaît, par ailleurs, aucun portrait.